# 勒米尼
勒米尼（法語：Remigny，法語發音：[ʁəmiɲi]）是法国上法蘭西大區埃纳省的一个市镇，属于圣康坦区。

## 地理
勒米尼（49°43'11"N, 3°17'19"E）面积10.07 平方千米，位于法国上法蘭西大區埃纳省，该省份为法国北部内陆省份，北起北部省，西接索姆省和瓦兹省，东临阿登省和马恩省，西南至塞纳-马恩省，东北部与比利时接壤。
与勒米尼接壤的市镇（或旧市镇、城区）包括：日贝库尔、瑞西、利耶、利方丹、梅内西、蒙泰斯库尔-利泽罗勒、特拉沃西、旺德伊。

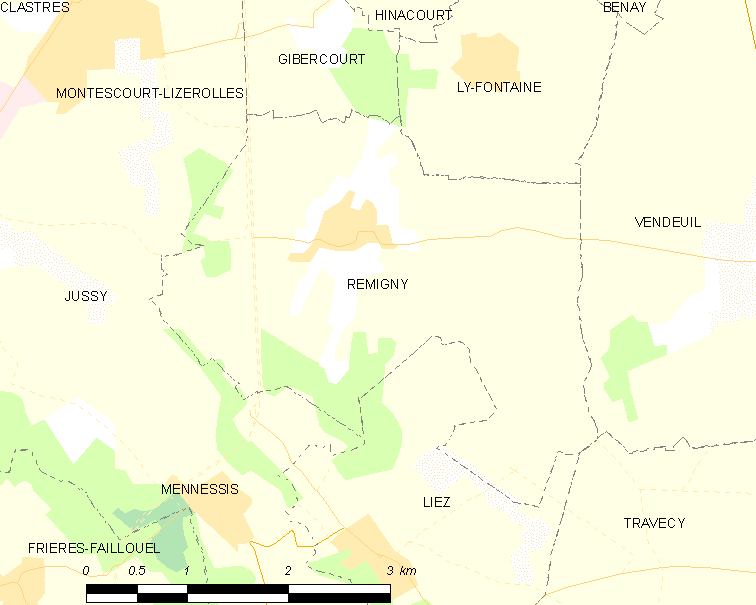
勒米尼的OSM定位图

勒米尼的时区为UTC+01:00、UTC+02:00（夏令时）。

## 行政
勒米尼的邮政编码为02440，INSEE市镇编码为02639。

## 政治
勒米尼所属的省级选区为里布蒙县。

## 人口

1962-2008年间勒米尼人口变化图示

勒米尼于2022年1月1日时的人口数量为341人。